# Bogdan Ridge
Bogdan Ridge är en bergstopp i Antarktis. Den ligger i Sydshetlandsöarna. Argentina, Chile och Storbritannien gör anspråk på området. Toppen på Bogdan Ridge är 46 meter över havet.
Terrängen runt Bogdan Ridge är huvudsakligen kuperad, men söderut är den platt. Havet är nära Bogdan Ridge åt nordost. Trakten är glest befolkad. Närmaste befolkade plats är Maldonado Station, 10,7 kilometer nordväst om Bogdan Ridge. 